# Thomas Tallis
Thomas Tallis (c. 1505 - Greenwich, 1585) foi um organista e compositor inglês da música renascentista, conhecido como o "pai" da música inglesa de catedral.
A carreira musical de Thomas Tallis atravessou os reinados de quatro reis ingleses: Henrique VIII, Eduardo VI, Maria (católica) e Elisabette (protestante). O período assistiu a grandes mudanças na vida religiosa e no estilo composicional. Boa parte da produção de Tallis foi eclesiástica, embora tenha escrito algumas obras seculares. Sua flexibilidade como compositor certamente garantiu sua permanência como figura de proa da música inglesa.
Tallis estudou música na Igreja pré-Reforma. Contudo foi requisitado por diversos governantes para compor músicas tanto para o serviço anglicano como católico, ambas de grande qualidade. Criado perto de Canterbury, compromissos logo o dirigiriam para Londres. Tallis era um soberbo organista, mas pouco nos restou de suas peças para teclado. Datar suas obras é difícil, sobretudo porque ele ocasionamente retrabalhou músicas velhas para um novo projeto. Conhecido pelas floreadas obras em latim, sua música anglicana, mais simples, é tão elaborada quanto agradável de tocar.
Entre suas obras mais famosas estão: O Nata Lux de Lumine, If Ye Love Me, Lamentations of Jeremiah, Spem in Alium Nunquam Habui e Laudate Dominum.

## Principais obras
- Spem in alium (moteto, c. 1570)
- Lamentations of Jeremiah
- Cantiones sacrae

## Gravações
Tallis - If ye love me [ligação inativa]